# Thunder-Bay et Rainy-River
Pour les articles homonymes, voir Thunder Bay et Rainy River.
Thunder-Bay et Rainy-River fut une circonscription électorale fédérale de l'Ontario, représentée de 1904 à 1917.
La circonscription de Thunder-Bay et Rainy-River a été créée en 1903 d'une partie d'Algoma. Abolie en 1914, elle fut redistribuée parmi Fort-William et Rainy-River et Port-Arthur et Kenora.

## Géographie
En 1904, la circonscription de Thunder-Bay et Rainy-River comprenait:
- Les territoires de Thunder Bay et de Rainy River

## Députés
1. 1904-1911 — James Conmee, PLC
2. 1911-1917 — John James Carrick, CON

- CON = Parti conservateur du Canada (ancien)
- PLC = Parti libéral du Canada